# 269P/Jedicke
269P/Jedicke est une comète périodique du système solaire, découverte le 12 octobre 1993 par Victoria et Robert Jedicke.